# Crysencio Summerville
Crysencio Jilbert Sylverio Cirro Summerville, más conocido como Crysencio Summerville, (Rotterdam, 30 de octubre de 2001) es un futbolista neerlandés que juega de centrocampista en el West Ham United F. C. de la Premier League de Inglaterra.

## Trayectoria
Summerville comenzó su carrera deportiva en el Feyenoord en 2018, y en diciembre de 2018 se fue cedido al FC Dordrecht de la Eerste Divisie, en la que debutó el 13 de enero de 2019 ante el FC Den Bosch.
Para la temporada 2019-20 se fue cedido al ADO Den Haag, haciendo su debut en la Eredivisie el 31 de agosto de 2019, en un partido frente al VVV Venlo.
En septiembre de 2020 fichó por el Leeds United de la Premier League.
El 3 de agosto de 2024, tras haber sido elegido la temporada anterior como mejor jugador de la EFL Championship, fue traspasado al West Ham United F. C., equipo con el que firmó por cinco años más otro opcional.

## Selección nacional
Summerville ha sido internacional sub-16, sub-17, sub-18, sub-19 y sub-21 con la selección de fútbol de Países Bajos.

## Clubes
| Club                     | País         | Año       |
| ------------------------ | ------------ | --------- |
| Feyenoord                | Países Bajos | 2018-2020 |
| F. C. Dordrecht (cedido) | Países Bajos | 2019      |
| ADO Den Haag (cedido)    | Países Bajos | 2019-2020 |
| Leeds United F. C.       | Inglaterra   | 2020-2024 |
| West Ham United F. C.    | Inglaterra   | 2024-act. |

## Palmarés

### Distinciones individuales
| Distinción                           | Año  |
| ------------------------------------ | ---- |
| Mejor jugador de la EFL Championship | 2024 |